# Zielonoświątkowe Zbory Boże w Kenii
Zielonoświątkowe Zbory Boże w Kenii (ang. The Kenyan Pentecostal Assemblies of God) – chrześcijański wolny kościół protestancki o charakterze ewangelikalnym nurtu zielonoświątkowego działający w Kenii, wchodzący w skład Światowej Wspólnoty Zborów Bożych. Zbory Boże w Kenii posiadają ponad 1 milion wiernych w 3200 zborach i tym samym są drugą co do wielkości denominacją zielonoświątkową w kraju.

## Historia
Początki ruchu zielonoświątkowego w Kenii sięgają 1912 roku, kiedy to przybył do kraju pierwszy zielonoświątkowy misjonarz z Finlandii. W 1918 roku Amerykanie ustanowili misję, która później stowarzyszyła się z misją zielonoświątkowych Zborów Bożych z Kanady. Kościoły powstałe w wyniku tej misji stały się niezależne w 1965 roku i zmieniły nazwę na Zielonoświątkowe Zbory Boże. 
W 1957 roku amerykański ewangelista T. L. Osborn ustanawia misję uzdrowieńczą na wybrzeżu Kenii. Ruch Osborna, ze szczególnym naciskiem na leczenie przez wiarę i jego gotowość do konfrontacji z takimi kwestiami, jak czary, przyciąga wielu zwolenników. Badanie na początku 1990 stwierdza, że zbór w Nairobi jest najszybciej rozwijającym się kościołem w kraju, z 38% rocznym wzrostem.